# Сакалин
Острво Сакалин (рум. Insula Sacalin) је новоформирано острво у Црном мору које припада Румунији. Острво се налази у близини румунске обале, тачније у близини ушћа дунавског рукавца Свети Ђорђе у Црно море.
Прво помињање острва Сакалин забележено је 1771. године на руској карти. 1924. године мерило је дужину од 10 km, а 2015. године достигло је 19 km (са малим прекидима) према мерењима румунских истраживача. Због своје близине обали, када се море повуче острво се може се спојити са обалом и формирати полуострво, а када је ниво већи острво се једва назире јер је максимална висина острва један метар.
Величина острва се константно повећава јер Дунав ушћем у Црно море доноси нанос који се таложи. У почетку су то била два острва која су се временом спојила, а у будућности ће се острво највероватније својим западним делом спојити са континентом.
Сакалин има 229 врста птица и станиште је највећих румунских колонија кудравих несита и дугокљуних чигри. Значајно је станиште халофитних биљака. Острво је од 1938. године део резервата биосфере „Делта Дунава”, а да би се заштитио богат биодиверзитет острва Сакалин, туристички приступ је строго забрањен.